# Vrede van Tartu (Finland-Rusland)

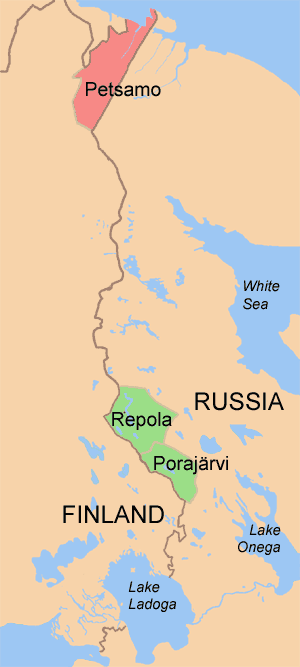
De Fins-Russische grenzen na de Vrede van Tartu. Petsamo (in rood) werd Fins, en Repola en Porajärvi (groen) kwamen aan de Russen.

De Vrede van Tartu (Fins: Tarton rauha', Russisch: Тартуский мирный договор между РСФСР и Финляндией) was het vredesverdrag tussen de communistische RSFSR enerzijds en de nieuwe onafhankelijke staat Finland anderzijds. Het verdrag werd op 14 oktober 1920 in de Estische stad Tartu gesloten. Daar was op 2 februari van dat jaar ook de Vrede van Tartu tussen Estland en Rusland getekend.
Na vier maanden onderhandelen werd op 14 oktober 1920 het Fins-Russische verdrag ondertekend. De leider van de Finse delegatie was Juho Kusti Paasikivi. Het verdrag legde feitelijk de grenzen van het tsaristische groothertogdom Finland vast als grens van het nu onafhankelijke Finland. Finland kreeg bovendien via de haven van Petsamo een ijsvrije haven aan de Barentszzee, dat al in de jaren zestig van de 19e eeuw door tsaar Alexander II aan Finland beloofd was in ruil voor de Karelische Landengte.
Finland trok zijn troepen terug uit de gebieden bij Repola en Porajärvi in Oost-Karelië, die in 1918 respectievelijk 1919 waren ingelijfd.
Naast de grensvaststelling voorzag het verdrag ook in vrije doorgang van koopvaardijschepen van en naar de Finse havens aan het Ladogameer en de Finse Golf over de Neva. Daarbij werd het fort Ino, tegenover de Russische vesting Kronsjtadt, ontmanteld en werden de Finse eilanden in de Finse golf gedemilitariseerd.
Het verdrag werd in 1939 geschonden, toen de Sovjet-Unie de Winteroorlog tegen Finland begon.